# Scrophularia canina subsp. ramosissima
Scrophularia ramosissima
Sous-espèce
Scrophularia canina subsp. ramosissima, la Scrofulaire très rameuse, Scrophulaire rameuse ou Scrofulaire très ramifiée, est une sous-espèce de Scrophularia canina, espèce de plantes à fleurs de la famille des Scrophulariaceae et du genre Scrophularia. Elle est endémique de la région méditerranéenne.

## Description

### Appareil végétatif

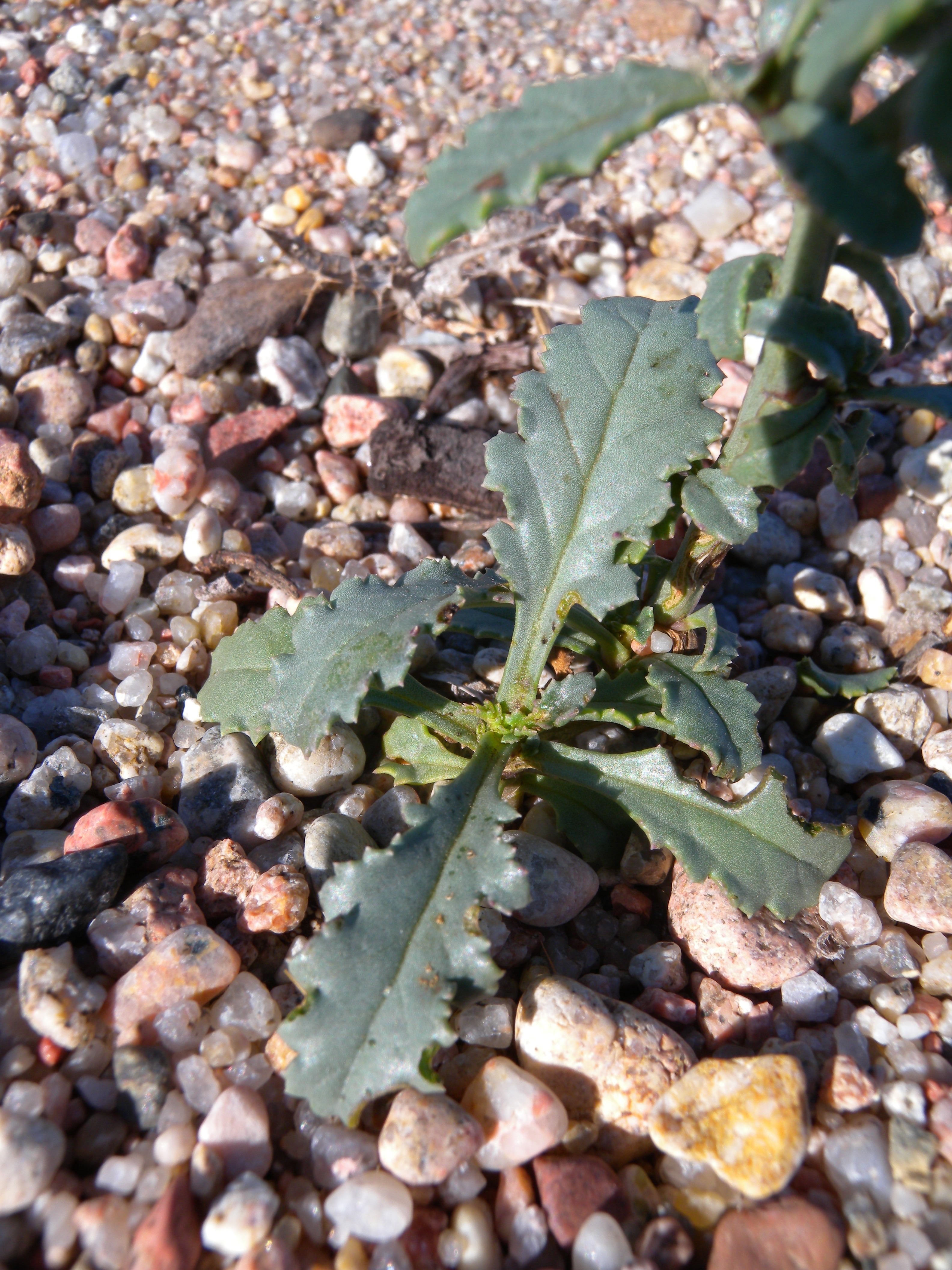
Détail des feuilles.

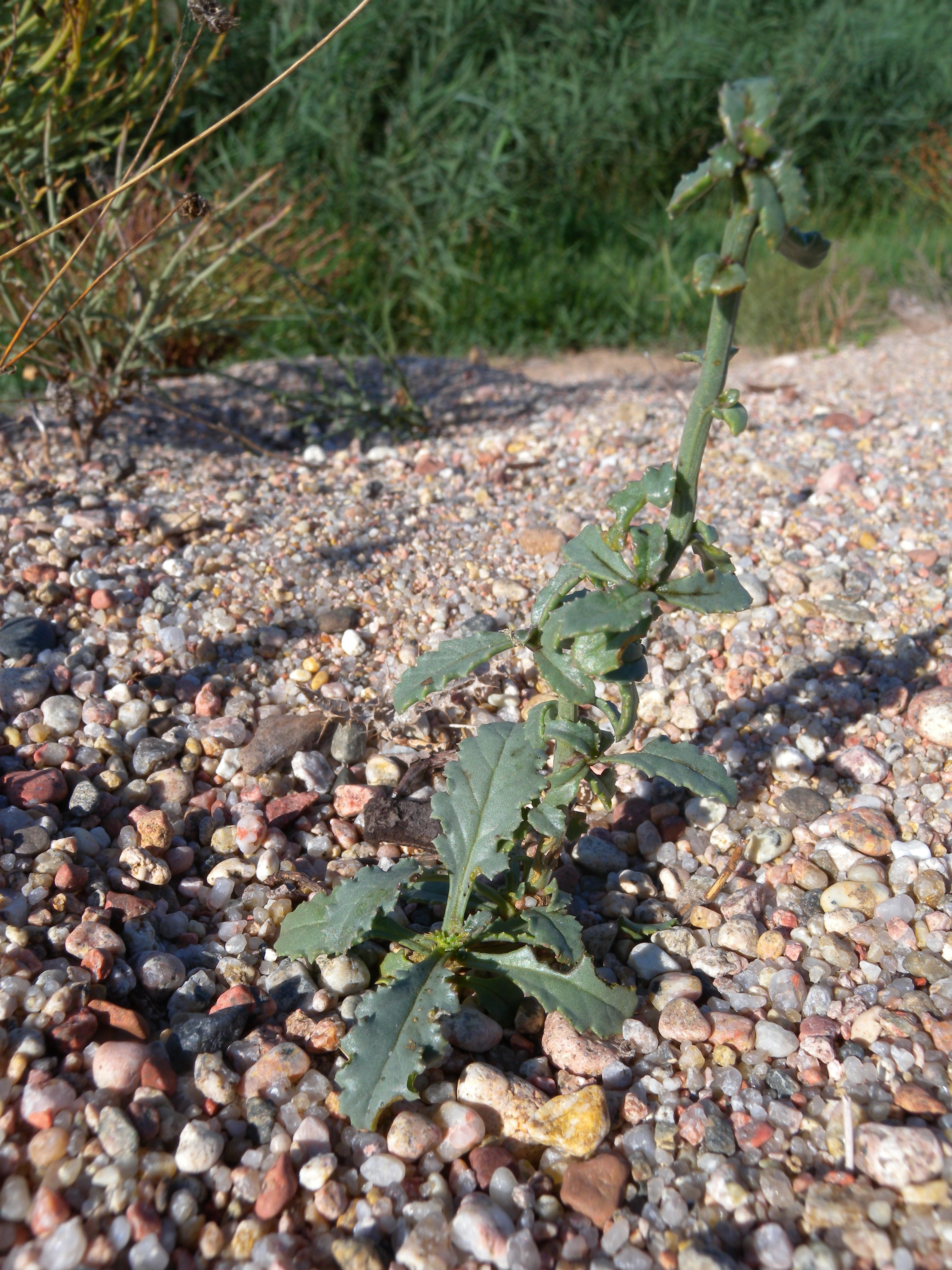
Plantule.

C'est une plante vivace de 20–60 cm, glabre, noircissant sur le sec, à tiges cylindriques, ligneuses et très rameuses à la base. Les feuilles sont peu nombreuses, écartées, petites, oblongues-lancéolées, pennatifides ou incisées-dentées, à dents triangulaires-aiguës.

### Appareil reproducteur
Les fleurs sont d'un brun rougeâtre, très petites, à un ou deux sur les pédoncules, bien plus longs que 16 calice, en panicule cylindrique presque simple, longue et nue. Le calice est à lobes suborbiculaires, étroitement scarieux. La corolle mesure 3–5 mm ; le staminode est linéaire ou nul ; les étamines sont à la fin saillantes. La capsule petite, mesurant 2–4 mm, subglobuleuse-apiculée. La floraison a lieu d'avril à juillet.

## Habitat et écologie

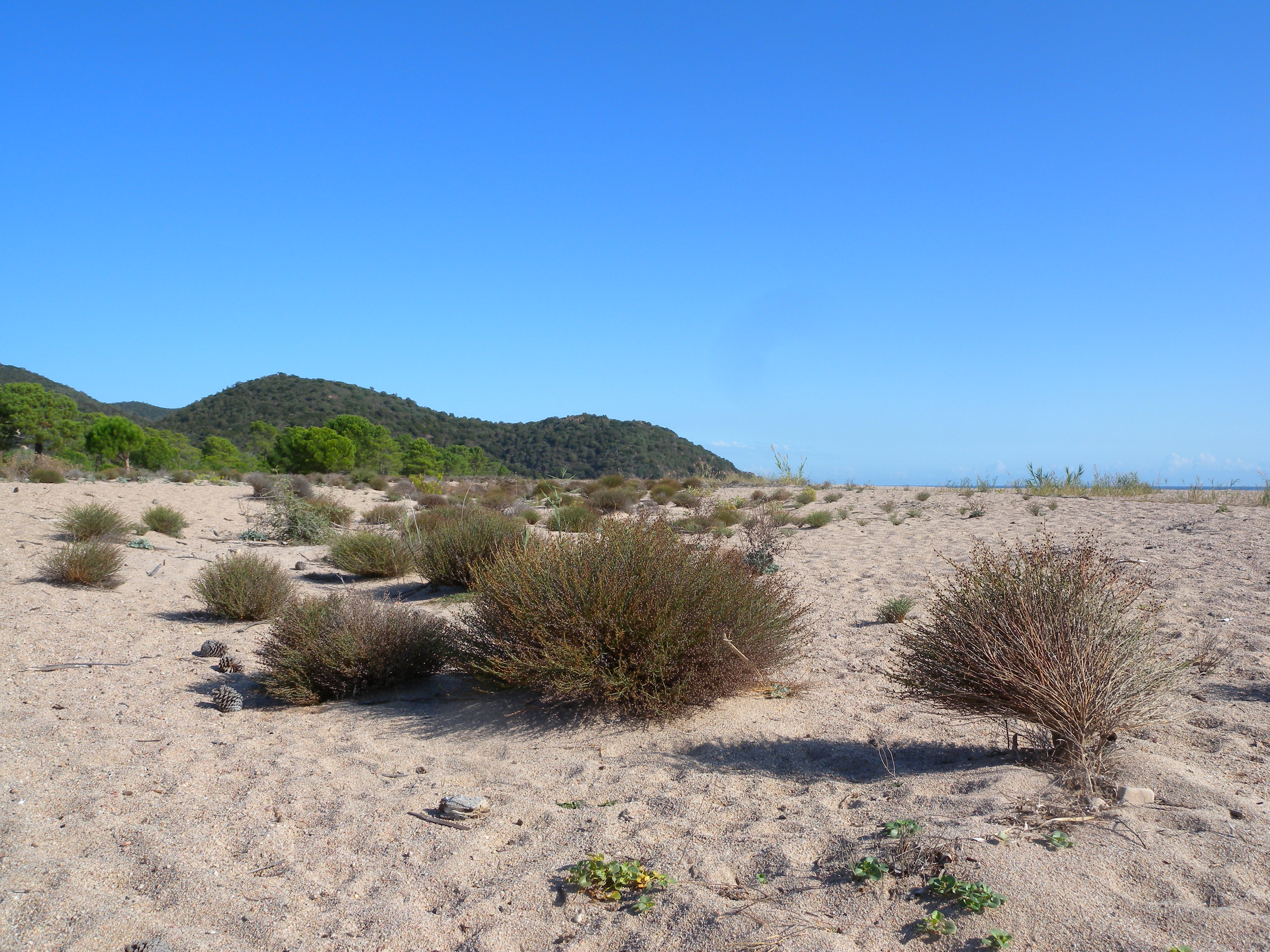
Scrophulaire rameuse poussant sur une dune.

Elle pousse dans les sables et lieux arides du littoral méditerranéen. C'est une espèce indicatrice des dunes fixées du littoral méditerranéen du Crucianellion maritimae. Cet habitat se développe en situation arrière-dunaire, entre les végétations de la dune mobile à Oyat (Ammophila  arenaria subsp. australis) et les fourrés littoraux sur sable. Il se développe sur un substrat sableux meuble  semi-stabilisé, pouvant s’échauffer et devenir très sec en été, de granulométrie variable (sables fins à sables graveleux), plus ou moins enrichi en matière organique et en débris coquilliers.

## Habitat et répartition
Elle est présente en Corse, dans le sud de la France, en Sardaigne, en Sicile, aux Baléares, au Maroc, en Algérie et en Tunisie.

## Taxonomie
Ce taxon a été décrit en premier par Jean-Louis-Auguste Loiseleur-Deslongchamps en 1807, sous le nom binominal et basionyme Scrophularia ramosissima, qui lui confère le statut d'espèce à part entière. Paul-Victor Fournier l'a classée en 1937 en tant que sous-espèce de Scrophularia canina, sous le nom correct Scrophularia canina subsp. ramosissima.
Scrophularia canina subsp. ramosissima a pour synonymes :
- Scrophularia canina subsp. frutescens (L.) O.de Bolòs & J.Vigo[5]
- Scrophularia canina subsp. ramosissima (Loisel.) Bonnier & Layens, 1894[5]
- Scrophularia canina var. minoricensis Monts., 1970[4],[5]
- Scrophularia frutescens DC., 1805[4],[5]
- Scrophularia ramosissima Loisel., 1807[4],[5],[2]
- Scrophularia ramosissima subsp. minoricensis (P.Monts.) A.M.Romo, 1994[4],[5]

## Menaces et conservation
Cette sous-espèce est classée « préoccupation mineure » (LC) en France métropolitaine, mais « en danger critique d'extinction » (CR) en Provence-Alpes-Côte d'Azur.